# Premis Iris 2014
Els XVII Premis Iris corresponents a 2014 foren entregats per l'Acadèmia de les Ciències i les Arts de Televisió d'Espanya el 22 d'octubre de 2015, amb un notable retard respecte les cerimònies anteriors, ja que els guanyadors foren anunciats el 21 d'abril de 2015.
La cerimònia d'entrega va tenir lloc novament al Casino d'Aranjuez i fou presentada per Maria Casado Paredes. Fou retransmesa en directe per La 2.de TVE.

## Candidats i guanyadors
La llista completa de candidats es va fer pública al web de l'Acadèmia de Televisió.
| Categoria                                         | Persona                                                               | Programa                                         | Cadena           | Resultat    |
| ------------------------------------------------- | --------------------------------------------------------------------- | ------------------------------------------------ | ---------------- | ----------- |
| Millor programa informatiu                        |                                                                       | Antena 3 Noticias 1                              | Antena 3         | Nominat     |
| Millor programa informatiu                        |                                                                       | La Sexta Noticias 14h                            | La Sexta         | Guanyador   |
| Millor programa informatiu                        |                                                                       | Telediario 1                                     | La 1             | Nominat     |
| Millor programa d'actualitat                      |                                                                       | Comando Actualidad                               | La 1             | Guanyador   |
| Millor programa d'actualitat                      |                                                                       | En portada                                       | La 2             | Nominat     |
| Millor programa d'actualitat                      |                                                                       | Espejo público                                   | Antena 3         | Nominat     |
| Millor programa d'entreteniment                   |                                                                       | El Hormiguero                                    | Antena 3         | Nominat     |
| Millor programa d'entreteniment                   |                                                                       | El intermedio                                    | La Sexta         | Guanyador   |
| Millor programa d'entreteniment                   |                                                                       | MasterChef                                       | La 1             | Nominat     |
| Millor ficció                                     |                                                                       | El Príncipe                                      | Telecinco        | Nominada    |
| Millor ficció                                     |                                                                       | Isabel                                           | La 1             | Guanyadora  |
| Millor ficció                                     |                                                                       | Velvet                                           | Antena 3         | Nominada    |
| Millor programa documental                        |                                                                       | Reportajes Canal +: Jon Sistiaga                 | Canal+           | Nominat     |
| Millor programa documental                        |                                                                       | Ochéntame otra vez                               | La 1             | Guanyador   |
| Millor programa documental                        |                                                                       | Operación Palace                                 | La Sexta         | Nominat     |
| Millor presentador/a d'informatius                | Helena Resano                                                         | La Sexta Noticias 14h                            | La Sexta         | Nominada    |
| Millor presentador/a d'informatius                | Matías Prats                                                          | Antena 3 Noticias Fin de semana                  | Antena 3         | Guanyador   |
| Millor presentador/a d'informatius                | Vicente Vallés                                                        | Antena 3 Noticias 1                              | Antena 3         | Nominat     |
| Millor presentador/a de programes                 | Arturo Valls                                                          | ¡Ahora caigo!                                    | Antena 3         | Nominat     |
| Millor presentador/a de programes                 | Christian Gálvez                                                      | Pasapalabra                                      | Telecinco        | Nominat     |
| Millor presentador/a de programes                 | El Gran Wyoming                                                       | El intermedio                                    | La Sexta         | Guanyador   |
| Millor reporter/a                                 | Carlos Franganillo                                                    | Telediario                                       | TVE (multicanal) | Nominat     |
| Millor reporter/a                                 | Jon Sistiaga                                                          | Reportajes Canal +: Jon Sistiaga                 | Canal+           | Nominat     |
| Millor reporter/a                                 | Jordi Évole                                                           | Salvados                                         | La Sexta         | Guanyador   |
| Millor actor                                      | José Coronado                                                         | El Príncipe                                      | Telecinco        | Guanyador   |
| Millor actor                                      | José Sacristán                                                        | Velvet                                           | Antena 3         | Nominat     |
| Millor actor                                      | Rodolfo Sancho                                                        | Isabel                                           | La 1             | Nominat     |
| Millor actor                                      | Álex González                                                         | El Príncipe                                      | Telecinco        | Nominat     |
| Millor actriu                                     | Hiba Abouk                                                            | El Príncipe                                      | Telecinco        | Nominada    |
| Millor actriu                                     | Michelle Jenner                                                       | Isabel                                           | La 1             | Guanyadora  |
| Millor actriu                                     | Victoria Abril                                                        | Sin identidad                                    | Antena 3         | Nominada    |
| Millor guió                                       | Equip de guionistes                                                   | El intermedio                                    | La Sexta         | Guanyadores |
| Millor guió                                       | Equip de guionistes                                                   | El Príncipe                                      | Telecinco        | Nominat     |
| Millor guió                                       | Equip de guionistes                                                   | Isabel                                           | La 1             | Nominat     |
| Millor direcció                                   | Iñaki Mercero, Norberto López Amado, Javier Quintas, José Ramos Paíno | El Príncipe                                      | Telecinco        | Nominat     |
| Millor direcció                                   | Jordi Frades                                                          | Isabel                                           | La 1             | Guanyador   |
| Millor direcció                                   | Miguel Sánchez Romero                                                 | El intermedio                                    | La Sexta         | Nominat     |
| Millor realització                                | Álex Miñana                                                           | El Hormiguero                                    | Antena 3         | Guanyador   |
| Millor realització                                | Jordi Call, Víctor Morilla, Lupe Pérez, Teo Pérez                     | Salvados                                         | La Sexta         | Nominat     |
| Millor realització                                | Luis Campoy                                                           | Serrat. Antología desordenada                    | La 1             | Nominat     |
| Millor producció                                  | Equipo de producción                                                  | Proclamación S.M. El Rey Felipe VI               | TVE (multicanal) | Nominat     |
| Millor producció                                  | Jaume Banacolocha, Joan Bas                                           | Isabel                                           | La 1             | Guanyador   |
| Millor producció                                  | Jorge Salvador, Pablo Motos                                           | El Hormiguero                                    | Antena 3         | Nominat     |
| Millor direcció de fotografia i il·luminació      | David Azcano                                                          | Isabel                                           | La 1             | Guanyador   |
| Millor direcció de fotografia i il·luminació      | Jacobo Martínez                                                       | Velvet                                           | Antena 3         | Nominat     |
| Millor direcció de fotografia i il·luminació      | Marc González                                                         | Salvados                                         | La Sexta         | Nominat     |
| Millor direcció d'art i escenografia              | Carlos de Dorremochea, Jorge de Soto                                  | Velvet                                           | Antena 3         | Nominat     |
| Millor direcció d'art i escenografia              | Fernando González, Héctor G. Bertrand, Naiara Cortés, Laura Herrera   | Águila Roja                                      | La 1             | Nominat     |
| Millor direcció d'art i escenografia              | Marcelo Pacheco, Alberto Esteban, Pepe Reyes, Natacha Fernández       | Isabel                                           | La 1             | Guanyador   |
| Millor maquillatge, perruqueria i caracterització | Gloria Pinar, Mar Paradela, Rosa Martín, Fito Dellibarda              | Un país de cuento                                | La 1             | Nominat     |
| Millor maquillatge, perruqueria i caracterització | Nacho Díaz                                                            | El intermedio                                    | La Sexta         | Nominat     |
| Millor maquillatge, perruqueria i caracterització | Martha Martín                                                         | Isabel                                           | La 1             | Guanyadora  |
| Millor música per televisió                       | Daniel Sánchez de la Hera                                             | Águila Roja                                      | La 1             | Nominat     |
| Millor música per televisió                       | Federico Jusid, Orquestra Simfònica de RTVE                           | Isabel                                           | La 1             | Guanyador   |
| Millor música per televisió                       | Lucio Godoy                                                           | Velvet                                           | Antena 3         | Nominat     |
| Millor autopromo i/o imatge corporativa           |                                                                       | Campanya de Nadal Pon La Sexta y espera que pase | La Sexta         | Nominat     |
| Millor autopromo i/o imatge corporativa           |                                                                       | Campanya Marca tu territorio                     | Discovery MAX    | Nominat     |
| Millor autopromo i/o imatge corporativa           |                                                                       | Campanya Parte de tu vida                        | TVE (multicanal) | Guanyador   |
| Millor canal temàtic                              |                                                                       |                                                  | Canal 24 Horas   | Nominat     |
| Millor canal temàtic                              |                                                                       |                                                  | Discovery MAX    | Guanyador   |
| Millor canal temàtic                              |                                                                       |                                                  | Historia         | Nominat     |

- Premi Iris Tota una vida 2014: Fernando García de la Vega